# Unterhaid (Traunstein)
Unterhaid ist ein Gemeindeteil der Großen Kreisstadt Traunstein im oberbayerischen Landkreis Traunstein. Das Dorf in der Gemarkung Wolkersdorf liegt rund eindreiviertel Kilometer westsüdwestlich des Zentrums von Traunstein, hauptsächlich an der heutigen Geßelestraße.
Unterhaid ist der jüngste Gemeindeteil der ehemaligen Gemeinde Wolkersdorf. Er entstand kurz nach dem 2. Weltkrieg. Die erste Erwähnung in den Amtlichen Ortsverzeichnissen für Bayern findet Unterhaid in der Ausgabe von 1952 mit den Volkszählungsdaten von 1950, damals als Einöde mit 13 Einwohnern in zwei Wohngebäuden.
Das Gebiet, auf dem Unterhaid entstand, hieß, benannt nach seiner Wiesen- und Waldflur, Staudenbichl (=schlechtes Gehölz). Davon lässt sich auch der Name Haid ableiten.
Der Name Unterhaid wurde vermutlich in Angleichung an das benachbarte Oberhaid (=obere Heide), welches sich in der damaligen Gemeinde Haslach befand, gewählt.
Unterhaid wurde im Zuge der Gemeindegebietsreform als Teil der Gemeinde Wolkersdorf am 1. Mai 1978 nach Traunstein eingemeindet und ist mit Oberhaid und Traunstorf zusammengewachsen.
Der Gemeindeteil hatte am 25. Mai 1987 116 Einwohner in 28 Wohnhäusern.